# RSC Anderlecht in het seizoen 1997/98
Dit artikel beschrijft de prestaties van de Belgische voetbalclub RSC Anderlecht in het seizoen 1997–1998.

## Gebeurtenissen

### Trainerswissel
Reeds in januari 1997 raakte bekend dat Anderlecht in het seizoen 1997/98 gecoacht zou worden door René Vandereycken. De eigenzinnige Limburger en oud-speler van Anderlecht werd weggeplukt bij de Brusselse rivaal RWDM. In het zog van Vandereycken maakte ook verdediger Spira Grujić de overstap van RWDM naar Anderlecht. Roger Van den Bossche, die bij AA Gent al eens met Vandereycken had samengewerkt, werd de nieuwe keeperstrainer.
Vandereycken voerde in Anderlecht meteen een nieuw spelsysteem in. De Limburgse coach koos voor een vijfkoppige defensie met een ouderwetse libero. In de eerste competitiewedstrijd van het seizoen mocht paars-wit het meteen opnemen tegen zijn ex-club RWDM. Vandereyckens team verloor in eigen huis met 0–2 van zijn vorige werkgever. Grujić, die een seizoen eerder nog voor RWDM speelde, werd na 76 minuten met een rode kaart van het veld gestuurd.
Door de slechte resultaten, zijn verdedigend ingestelde speelstijl en het feit dat hij bijna wekelijks van opstelling veranderde, kwam Vandereycken al snel onder vuur te liggen. Op 28 november 1997 moest Anderlecht, dat in het klassement op de zevende plaats stond, op bezoek bij leider Club Brugge. Paars-wit verloor het belangrijke duel met 2–1 en zakte terug naar de negende plaats. Enkele dagen later werd Vandereycken ontslagen. Begin december 1997 trok de club Arie Haan aan. De Nederlandse oud-speler van Anderlecht, die midden jaren 1980 ook al eens trainer van de club was geweest, was twee maanden eerder ontslagen bij Feyenoord. Onder zijn leiding koos Anderlecht opnieuw voor een viermansverdediging. In de spits kreeg de Noorse nieuwkomer Ole Martin Årst zijn kans. Hij zou het seizoen uiteindelijk afsluiten als topschutter van het team.

### Transfers
Met Bruno Versavel, Celestine Babayaro, Johan Walem en Danny Boffin nam Anderlecht in de zomer van 1997 afscheid van enkele vaste waarden uit het tijdperk van trainer Johan Boskamp. In ruil mocht Vandereycken de 31-jarige Enzo Scifo, met wie hij in de jaren 1980 nog had samengespeeld, verwelkomen. De ervaren middenvelder en clubicoon was de opvallendste nieuwkomer in het Astridpark. Op Scifo's aanraden werd ook de Deense spits Dan Petersen naar Anderlecht gehaald. In de winter versterkte Anderlecht zich met de Noorse spits Ole Martin Årst.

### Jupiler League
In de competitie speelden de Brusselaars wisselvallig. Op het middenveld bleek al snel dat Scifo en Pär Zetterberg geen complementair duo vormden en dus besloot Vandereycken begin oktober om Scifo naar de verdediging te schuiven. De middenvelder werd tegen zijn zin de nieuwe libero van het team. De eerste wedstrijd met Scifo als leider van de verdediging werd een groot succes; Anderlecht won in eigen huis met 5–0 van KSC Lokeren. Maar omdat begin november Zetterberg met een blessure uitviel, keerde Scifo terug naar het middenveld en werd Suad Katana de nieuwe libero.
Toen Anderlecht in november 1997 terugviel naar de negende plaats in het klassement werd besloten om hoofdcoach René Vandereycken aan de deur te zetten. In december trok het bestuur Arie Haan aan als zijn opvolger.
Hoewel Anderlecht ook onder Haan nog steeds naar zijn beste vorm zocht, wist het elftal toch op te rukken naar de vierde plaats. Onder leiding van de Nederlandse trainer verloren de Brusselaars slechts drie competitiewedstrijden. In maart 1998 mocht Haan bovendien twee nieuwkomers uit Portugal verwelkomen. Filip De Wilde keerde na twee jaar bij Sporting Lissabon terug naar Anderlecht, terwijl bij Benfica de Nederlander Gaston Taument werd weggeplukt. De rechtsbuiten had in het seizoen 1995/96 nog met Haan samengewerkt bij Feyenoord. Taument bezorgde Anderlecht op de slotspeeldag tegen SK Beveren het laatste Europese ticket door in de 90e minuut het enige doelpunt van de wedstrijd te scoren.

### UEFA Cup
Ook in de UEFA Cup kende Anderlecht moeilijkheden. In de eerste ronde van het toernooi verloor paars-wit in de heenwedstrijd met 4–3 van Wüstenrot Salzburg. In de terugwedstrijd stond Anderlecht na een half uur al 0–2 achter. Uiteindelijk won Anderlecht na onder meer twee treffers van Frédéric Peiremans nog met 4–2, waardoor de Brusselaars het in de volgende ronde mochten opnemen tegen titelverdediger FC Schalke 04. Anderlecht verloor zowel de heen- als terugwedstrijd met een doelpunt verschil (1–0, 1–2).

### Individuele prijzen
Ondanks het teleurstellende seizoen werd aanvoerder Pär Zetterberg voor de derde keer in zijn carrière verkozen als Profvoetballer van het Jaar. De Zweed kreeg ook voor de eerste keer de Fair-Play Prijs.

## Spelerskern
| Nr.           | Naam               | Nationaliteit  | Geboortedatum | Vorige club                    |
| ------------- | ------------------ | -------------- | ------------- | ------------------------------ |
| Keepers       |                    |                |               |                                |
| 1             | Geert De Vlieger   | België         | 16-10-1971    | SK Beveren (1989–1995)         |
| 21            | Filip De Wilde     | België         | 05-07-1964    | Sporting Lissabon (1997–1998)  |
| 23            | Zvonko Milojević   | Joegoslavië    | 30-08-1971    | Rode Ster Belgrado (1989–1997) |
| 25            | Wim De Coninck     | België         | 23-06-1959    | AA Gent (1993–1997)            |
| Verdedigers   |                    |                |               |                                |
| 5             | Spira Grujić       | Joegoslavië    | 07-12-1971    | RWDM (1995–1997)               |
| 9             | Didier Dheedene    | België         | 22-01-1972    | Germinal Ekeren (1990–1997)    |
| 12            | Olivier Doll       | België         | 09-06-1973    | RFC Sérésien (1989–1994)       |
| 14            | Samuel Johnson     | Ghana          | 25-07-1973    | AO Kalamata (1995–1996)        |
| 16            | Glen De Boeck      | België         | 22-08-1971    | KV Mechelen (1992–1995)        |
| 17            | Stéphane Stassin   | België         | 08-10-1976    | /                              |
| 18            | Suad Katana        | Bosnië en Her. | 06-04-1969    | AA Gent (1994–1996)            |
| 19            | Azubike Oliseh     | Nigeria        | 18-11-1978    | /                              |
| 24            | Stéphane Queeckers | België         | 14-03-1975    | /                              |
| Middenvelders |                    |                |               |                                |
| 2             | Tibor Selymes      | Roemenië       | 14-05-1970    | Cercle Brugge (1993–1996)      |
| 3             | Alin Stoica        | Roemenië       | 10-12-1979    | Steaua Boekarest (1995–1996)   |
| 4             | Enzo Scifo         | België         | 19-02-1966    | AS Monaco (1993–1997)          |
| 6             | Frédéric Peiremans | België         | 03-09-1973    | /                              |
| 7             | Bart Goor          | België         | 09-04-1973    | RC Genk (1996–1997)            |
| 8             | Florian Urban      | Hongarije      | 29-07-1968    | Germinal Ekeren (1996–1997)    |
| 10            | Pär Zetterberg     | Zweden         | 14-10-1970    | Sporting Charleroi (1991–1993) |
| 28            | Walter Baseggio    | België         | 19-08-1978    | /                              |
| Aanvallers    |                    |                |               |                                |
| 8             | Ole Martin Årst    | Noorwegen      | 19-07-1974    | Tromsø IL (1996–1997)          |
| 11            | Dan Petersen       | Denemarken     | 06-05-1972    | AS Monaco (1994–1997)          |
| 15            | Gaston Taument     | Nederland      | 01-10-1970    | SL Benfica (1997)              |
| 15            | James Debbah       | Liberia        | 14-12-1969    | OGC Nice (1995–1997)           |
| 20            | James Obiorah      | Nigeria        | 24-08-1978    | /                              |
| 22            | Oleg Iachtchouk    | Oekraïne       | 26-10-1977    | Nyva Ternopil (1994–1996)      |
| 29            | Chris De Witte     | België         | 13-01-1978    | /                              |
| 30            | Kurt Van De Paar   | België         | 10-01-1978    | /                              |

### Technische staf
|                    |                       |               |                          |
| Functie            | Naam                  | Nationaliteit | Opmerking                |
| Coach              | Arie Haan (foto)      | Nederland     | Vanaf 03-12-1997.        |
| Coach              | René Vandereycken     | België        | Op 30-11-1997 ontslagen. |
| Assistent-coach    | Jean Dockx            | België        |                          |
| Keeperstrainer     | Roger Van den Bossche | België        |                          |
| Ploegafgevaardigde | Pierre Leroy          | België        |                          |

## Resultaten
Een overzicht van de competities waaraan Anderlecht in het seizoen 1997-1998 deelnam.
| Seizoen 1997/98  | Seizoen 1997/98 | Seizoen 1997/98    |
| Competitie       | Resultaat       | Uitgeschakeld door |
| ---------------- | --------------- | ------------------ |
| Eerste klasse    | Vierde          |                    |
| Beker van België | 1/8 finale      | Sint-Truiden       |
| Ligabeker        | 1/8 finale      | KVC Westerlo       |
| UEFA Cup         | Tweede ronde    | FC Schalke 04      |

## Uitrustingen
Shirtsponsor(s): Generale Bank

Sportmerk: adidas
| Thuis | Uit | Doelman |

## Transfers

### Zomer
| Naam               | Nationaliteit | Van/naar           | Type       |
| ------------------ | ------------- | ------------------ | ---------- |
| Inkomend           |               |                    |            |
| Wim De Coninck     | België        | AA Gent            | Gekocht    |
| James Debbah       | Liberia       | OGC Nice           | Gekocht    |
| Didier Dheedene    | België        | Germinal Ekeren    | Gekocht    |
| Bart Goor          | België        | RC Genk            | Gekocht    |
| Spira Grujić       | Servië        | RWDM               | Gekocht    |
| Zvonko Milojević   | Servië        | Rode Ster Belgrado | Gekocht    |
| Dan Petersen       | Denemarken    | AS Monaco          | Gekocht    |
| Enzo Scifo         | België        | AS Monaco          | Gekocht    |
| Florian Urban      | Hongarije     | Germinal Ekeren    | Gekocht    |
| Uitgaand           |               |                    |            |
| Isaac Asare        | Ghana         | Cercle Brugge      | Verkocht   |
| Celestine Babayaro | Nigeria       | Chelsea FC         | Verkocht   |
| Danny Boffin       | België        | FC Metz            | Verkocht   |
| Chris De Witte     | België        | FC Twente          | Uitgeleend |
| Marc Emmers        | België        | FC Lugano          | Verkocht   |
| Frédéric Herpoel   | België        | AA Gent            | Verkocht   |
| Charly Musonda     | Zambia        | Energie Cottbus    | Verkocht   |
| Chidi Nwanu        | Nigeria       | RKC Waalwijk       | Verkocht   |
| Yaw Preko          | Ghana         | Gaziantepspor      | Verkocht   |
| Olivier Suray      | België        | Sporting Charleroi | Verkocht   |
| Bruno Versavel     | België        | AC Perugia         | Verkocht   |
| Johan Walem        | België        | Udinese            | Verkocht   |

### Winter
| Naam            | Nationaliteit | Van/naar            | Type     |
| --------------- | ------------- | ------------------- | -------- |
| Inkomend        |               |                     |          |
| Ole Martin Årst | Noorwegen     | Tromsø IL           | Gekocht  |
| Uitgaand        |               |                     |          |
| James Debbah    | Liberia       | Paris Saint-Germain | Verkocht |
| Florian Urban   | Hongarije     | Eendracht Aalst     | Verkocht |

### Maart 1998
| Naam           | Nationaliteit | Van               | Type    |
| -------------- | ------------- | ----------------- | ------- |
| Inkomend       |               |                   |         |
| Filip De Wilde | België        | Sporting Lissabon | Gekocht |
| Gaston Taument | Nederland     | SL Benfica        | Gekocht |

## Eerste Klasse

### Wedstrijden
| Wedstrijddetails                                          | Thuisploeg                                              | Uitslag             | Uitploeg                         | Opstelling | Rode kaarten |
| --------------------------------------------------------- | ------------------------------------------------------- | ------------------- | -------------------------------- | --- | ------------ |
| Heenronde                                                 |                                                         |                     |                                  | |              |
| 16 augustus 1997 Constant Vanden Stockstadion Anderlecht  | RSC Anderlecht                                          | 0-2                 | RWDM                             | Milojević Stassin, Oliseh, De Boeck, Grujić, Dheedene Petersen (46' Debbah), Scifo, Zetterberg, Goor Iachtchouk (59' Stoica)                 | 76' Grujić   |
| 16 augustus 1997 Constant Vanden Stockstadion Anderlecht  |                                                         | 0-1 0-2             | 9' Haydock 85' Laeremans         | Milojević Stassin, Oliseh, De Boeck, Grujić, Dheedene Petersen (46' Debbah), Scifo, Zetterberg, Goor Iachtchouk (59' Stoica)                 | 76' Grujić   |
| 22 augustus 1997 Herman Vanderpoortenstadion Lier         | Lierse SK                                               | 0-1                 | RSC Anderlecht                   | Milojević De Boeck, Peiremans, Grujić, Dheedene, Selymes Petersen (46' Iachtchouk), Scifo, Zetterberg (87' Urban), Goor Debbah (82' Stoica)  | 89' Scifo    |
| 22 augustus 1997 Herman Vanderpoortenstadion Lier         |                                                         | 0-1                 | 83' Iachtchouk                   | Milojević De Boeck, Peiremans, Grujić, Dheedene, Selymes Petersen (46' Iachtchouk), Scifo, Zetterberg (87' Urban), Goor Debbah (82' Stoica)  | 89' Scifo    |
| 30 augustus 1997 Constant Vanden Stockstadion Anderlecht  | RSC Anderlecht                                          | 0-2                 | KRC Genk                         | Milojević De Boeck, Peiremans (78' Stassin), Grujić, Johnson, Selymes (67' Stoica) Iachtchouk (46' Urban), Zetterberg, Dheedene, Goor Debbah |              |
| 30 augustus 1997 Constant Vanden Stockstadion Anderlecht  |                                                         | 0-1 0-2             | 59' Strupar 76' Oyen             | Milojević De Boeck, Peiremans (78' Stassin), Grujić, Johnson, Selymes (67' Stoica) Iachtchouk (46' Urban), Zetterberg, Dheedene, Goor Debbah |              |
| 12 september 1997 Stade Maurice Dufrasne Luik             | Standard Luik                                           | 1-2                 | RSC Anderlecht                   | Milojević Doll, Katana, Grujić, Dheedene Peiremans, Scifo, Zetterberg (85' Johnson), Goor Stoica (64' De Boeck), Iachtchouk (60' Petersen)   |              |
| 12 september 1997 Stade Maurice Dufrasne Luik             | 86' Zefilho                                             | 0-1 1-1 1-2         | 54' Iachtchouk 89' Dheedene      | Milojević Doll, Katana, Grujić, Dheedene Peiremans, Scifo, Zetterberg (85' Johnson), Goor Stoica (64' De Boeck), Iachtchouk (60' Petersen)   |              |
| 19 september 1997 Constant Vanden Stockstadion Anderlecht | RSC Anderlecht                                          | 1-2                 | Excelsior Moeskroen              | Milojević Doll (84' Oliseh), De Boeck, Johnson, Dheedene Peiremans, Scifo, Petersen, Zetterberg, Goor Stoica (76' Selymes)                   |              |
| 19 september 1997 Constant Vanden Stockstadion Anderlecht | 6' Scifo                                                | 1-0 1-1 1-2         | 38' Pierre 82' Pierre            | Milojević Doll (84' Oliseh), De Boeck, Johnson, Dheedene Peiremans, Scifo, Petersen, Zetterberg, Goor Stoica (76' Selymes)                   |              |
| 26 september 1997 Stade du Pays de Charleroi Charleroi    | Sporting Charleroi                                      | 3-0                 | RSC Anderlecht                   | Milojević Doll, De Boeck, Grujić (46' Debbah), Dheedene Peiremans, Scifo, Oliseh, Zetterberg, Goor Petersen                                  |              |
| 26 september 1997 Stade du Pays de Charleroi Charleroi    | 47' Brnčić 68' Dandou 73' Brogno                        | 1-0 2-0 3-0         |                                  | Milojević Doll, De Boeck, Grujić (46' Debbah), Dheedene Peiremans, Scifo, Oliseh, Zetterberg, Goor Petersen                                  |              |
| 4 oktober 1997 Constant Vanden Stockstadion Anderlecht    | RSC Anderlecht                                          | 5-0                 | KSC Lokeren                      | Milojević Scifo (69' Oliseh), Stassin, Doll, De Boeck (9' Johnson), Selymes Stoica (72' Van De Paar), Zetterberg, Dheedene, Goor Debbah      |              |
| 4 oktober 1997 Constant Vanden Stockstadion Anderlecht    | 3' Stoica 14' Dheedene 71' Stoica 86' Debbah 89' Debbah | 1-0 2-0 3-0 4-0 5-0 |                                  | Milojević Scifo (69' Oliseh), Stassin, Doll, De Boeck (9' Johnson), Selymes Stoica (72' Van De Paar), Zetterberg, Dheedene, Goor Debbah      |              |
| 18 oktober 1997 Veltwijckpark Ekeren                      | Germinal Ekeren                                         | 1-0                 | RSC Anderlecht                   | Milojević Oliseh (58' Johnson), Stassin(82' Baseggio), Doll, Selymes Peiremans, Dheedene, Stoica, Zetterberg, Goor Debbah (46' Iachtchouk)   |              |
| 18 oktober 1997 Veltwijckpark Ekeren                      | 55' Milosević                                           | 1-0                 |                                  | Milojević Oliseh (58' Johnson), Stassin(82' Baseggio), Doll, Selymes Peiremans, Dheedene, Stoica, Zetterberg, Goor Debbah (46' Iachtchouk)   |              |
| 1 november 1997 Constant Vanden Stockstadion Anderlecht   | RSC Anderlecht                                          | 2-2                 | AA Gent                          | Milojević Scifo, Peiremans, Grujić, Doll, Selymes (46' Petersen) Debbah, Zetterberg, Dheedene, Goor Iachtchouk (75' Stoica)                  |              |
| 1 november 1997 Constant Vanden Stockstadion Anderlecht   | 15' Nielsen 79' Martens                                 | 0-1 1-1 1-2 2-0     | 58' Zetterberg 88' Dheedene      | Milojević Scifo, Peiremans, Grujić, Doll, Selymes (46' Petersen) Debbah, Zetterberg, Dheedene, Goor Iachtchouk (75' Stoica)                  |              |
| 8 november 1997 Constant Vanden Stockstadion Anderlecht   | RSC Anderlecht                                          | 3-1                 | Eendracht Aalst                  | De Vlieger Katana, Peiremans (76' Johnson), Grujić, Doll, Dheedene Stoica (76' Baseggio), De Boeck, Zetterberg, Goor Iachtchouk              |              |
| 8 november 1997 Constant Vanden Stockstadion Anderlecht   | 25' Zetterberg 48' De Boeck 51' Zetterberg              | 1-0 2-0 3-0         | 76' Porte                        | De Vlieger Katana, Peiremans (76' Johnson), Grujić, Doll, Dheedene Stoica (76' Baseggio), De Boeck, Zetterberg, Goor Iachtchouk              |              |
| 18 november 1997 Stedelijk Sportstadion Lommel            | Lommel SK                                               | 2-2                 | RSC Anderlecht                   | De Vlieger Katana, Doll, Grujić, Doll, De Boeck, Dheedene Peiremans, Scifo, Baseggio (84' Van De Paar), Goor Iachtchouk                      |              |
| 18 november 1997 Stedelijk Sportstadion Lommel            | 28' Cannaerts 62' Bembuana-Keve                         | 0-1 1-1 2-1 2-2     | 2' Katana 89' Iachtchouk         | De Vlieger Katana, Doll, Grujić, Doll, De Boeck, Dheedene Peiremans, Scifo, Baseggio (84' Van De Paar), Goor Iachtchouk                      |              |
| 22 november 1997 Constant Vanden Stockstadion Anderlecht  | RSC Anderlecht                                          | 1-0                 | Sint-Truiden VV                  | De Vlieger Katana, Peiremans, Doll, Grujić, Dheedene (46' Baseggio)(90' Johnson) Scifo, De Boeck, Stoica (83' Van De Paar), Goor Iachtchouk  |              |
| 22 november 1997 Constant Vanden Stockstadion Anderlecht  | 74' Scifo                                               | 1-0                 |                                  | De Vlieger Katana, Peiremans, Doll, Grujić, Dheedene (46' Baseggio)(90' Johnson) Scifo, De Boeck, Stoica (83' Van De Paar), Goor Iachtchouk  |              |
| 28 november 1997 Jan Breydelstadion Brugge                | Club Brugge                                             | 2-1                 | RSC Anderlecht                   | De Vlieger Katana, Peiremans, Doll, Grujić (11' Johnson), Selymes (76' Stoica) Iachtchouk, De Boeck, Scifo, Baseggio Årst                    |              |
| 28 november 1997 Jan Breydelstadion Brugge                | 8' Claessens 38' Jankauskas                             | 1-0 2-0 2-1         | 42' Selymes                      | De Vlieger Katana, Peiremans, Doll, Grujić (11' Johnson), Selymes (76' Stoica) Iachtchouk, De Boeck, Scifo, Baseggio Årst                    |              |
| 3 december 1997 Bosuilstadion Antwerpen                   | R. Antwerp FC                                           | 0-1                 | RSC Anderlecht                   | De Vlieger Peiremans, Katana, Johnson, Doll Stassin, Scifo, Baseggio, Goor Stoica, Iachtchouk (78' Oliseh)                                   | 77' Johnson  |
| 3 december 1997 Bosuilstadion Antwerpen                   |                                                         | 0-1                 | 60' Goor                         | De Vlieger Peiremans, Katana, Johnson, Doll Stassin, Scifo, Baseggio, Goor Stoica, Iachtchouk (78' Oliseh)                                   | 77' Johnson  |
| 6 december 1997 Constant Vanden Stockstadion Anderlecht   | RSC Anderlecht                                          | 1-0                 | KVC Westerlo                     | De Vlieger Peiremans (46' Dheedene), Katana, Doll, Selymes (80' Van De Paar) Scifo, De Boeck, Baseggio (78' Stassin), Goor Stoica, Årst      |              |
| 6 december 1997 Constant Vanden Stockstadion Anderlecht   | 50' Årst                                                | 1-0                 |                                  | De Vlieger Peiremans (46' Dheedene), Katana, Doll, Selymes (80' Van De Paar) Scifo, De Boeck, Baseggio (78' Stassin), Goor Stoica, Årst      |              |
| 14 december 1997 Forestiersstadion Harelbeke              | KRC Harelbeke                                           | 1-1                 | RSC Anderlecht                   | De Vlieger Doll, Katana, De Boeck, Dheedene Oliseh, Stassin, Scifo, Goor Stoica, Årst (46' Petersen)                                         |              |
| 14 december 1997 Forestiersstadion Harelbeke              | 70' Vanhaezebrouck                                      | 1-0 1-1             | 90' Goor                         | De Vlieger Doll, Katana, De Boeck, Dheedene Oliseh, Stassin, Scifo, Goor Stoica, Årst (46' Petersen)                                         |              |
| 20 december 1997 Constant Vanden Stockstadion Anderlecht  | RSC Anderlecht                                          | 2-0                 | SK Beveren                       | De Vlieger De Boeck, Oliseh (23' Stassin), Grujić, Doll, Selymes (76' Petersen) Scifo (86' Iachtchouk), Stoica, Dheedene, Goor Årst          |              |
| 20 december 1997 Constant Vanden Stockstadion Anderlecht  | 1' De Boeck 15' Årst                                    | 1-0 2-0             |                                  | De Vlieger De Boeck, Oliseh (23' Stassin), Grujić, Doll, Selymes (76' Petersen) Scifo (86' Iachtchouk), Stoica, Dheedene, Goor Årst          |              |
| Terugronde                                                |                                                         |                     |                                  | |              |
| 17 januari 1998 Constant Vanden Stockstadion Anderlecht   | RSC Anderlecht                                          | 2-2                 | R. Antwerp FC                    | De Vlieger Grujić (83' Goor), Katana, Doll, Dheedene Petersen, Stassin, Scifo, Selymes Årst, Stoica                                          |              |
| 17 januari 1998 Constant Vanden Stockstadion Anderlecht   | 55' Årst 89' Goor                                       | 0-1 1-1 1-2 2-2     | 4' Godfroid 73' Pivaljević       | De Vlieger Grujić (83' Goor), Katana, Doll, Dheedene Petersen, Stassin, Scifo, Selymes Årst, Stoica                                          |              |
| 23 januari 1998 Edmond Machtensstadion Molenbeek          | RWDM                                                    | 2-2                 | RSC Anderlecht                   | De Vlieger Stassin, De Boeck, Doll, Selymes Petersen, Scifo, Dheedene, Goor Årst, Stoica                                                     |              |
| 23 januari 1998 Edmond Machtensstadion Molenbeek          | 5' Laeremans 61' Miletić                                | 1-0 1-1 1-2 2-2     | 14' Doll 37' Petersen            | De Vlieger Stassin, De Boeck, Doll, Selymes Petersen, Scifo, Dheedene, Goor Årst, Stoica                                                     |              |
| 30 januari 1998 Constant Vanden Stockstadion Anderlecht   | RSC Anderlecht                                          | 2-0                 | Lierse SK                        | De Vlieger Stassin, Katana, De Boeck, Selymes Petersen (60' Goor), Scifo, Dheedene (60' Zetterberg), Baseggio (76' Peiremans) Årst, Stoica   |              |
| 30 januari 1998 Constant Vanden Stockstadion Anderlecht   | 65' De Boeck 67' Zetterberg                             | 1-0 2-0             |                                  | De Vlieger Stassin, Katana, De Boeck, Selymes Petersen (60' Goor), Scifo, Dheedene (60' Zetterberg), Baseggio (76' Peiremans) Årst, Stoica   |              |
| 8 februari 1998 Fenixstadion Genk                         | KRC Genk                                                | 2-1                 | RSC Anderlecht                   | De Vlieger De Boeck, Katana (79' Stassin), Dheedene Scifo, Zetterberg, Baseggio, Selymes Stoica (55' Peiremans), Goor, Petersen              | 51' Goor     |
| 8 februari 1998 Fenixstadion Genk                         | 69' Strupar 72' Strupar                                 | 0-1 1-1 2-1         | 31' Zetterberg                   | De Vlieger De Boeck, Katana (79' Stassin), Dheedene Scifo, Zetterberg, Baseggio, Selymes Stoica (55' Peiremans), Goor, Petersen              | 51' Goor     |
| 13 februari 1998 Constant Vanden Stockstadion Anderlecht  | RSC Anderlecht                                          | 2-0                 | Standard Luik                    | De Vlieger Doll, Katana, De Boeck, Selymes Scifo, Zetterberg, Baseggio, Oliseh Stoica, Petersen                                              |              |
| 13 februari 1998 Constant Vanden Stockstadion Anderlecht  | 12' Zetterberg 58' Oliseh                               | 1-0 2-0             |                                  | De Vlieger Doll, Katana, De Boeck, Selymes Scifo, Zetterberg, Baseggio, Oliseh Stoica, Petersen                                              |              |
| 20 februari 1998 Le Canonnier Moeskroen                   | Excelsior Moeskroen                                     | 2-2                 | RSC Anderlecht                   | De Vlieger Doll, Katana(85' Stassin), De Boeck, Dheedene (87' Peiremans) Oliseh (76' Årst), Scifo, Zetterberg, Baseggio Stoica, Goor         |              |
| 20 februari 1998 Le Canonnier Moeskroen                   | 70' Vidović 73' Pierre                                  | 0-1 1-1 2-1 2-2     | 65' Goor 79' Årst                | De Vlieger Doll, Katana(85' Stassin), De Boeck, Dheedene (87' Peiremans) Oliseh (76' Årst), Scifo, Zetterberg, Baseggio Stoica, Goor         |              |
| 28 februari 1998 Constant Vanden Stockstadion Anderlecht  | RSC Anderlecht                                          | 3-1                 | Sporting Charleroi               | De Vlieger Doll, Katana, De Boeck, Selymes Scifo, Zetterberg, Baseggio, Goor Årst, Stoica (82' Peiremans)                                    |              |
| 28 februari 1998 Constant Vanden Stockstadion Anderlecht  | 7' Scifo 52' De Boeck 90' Årst                          | 1-0 2-0 2-1 3-1     | 68' Brogno                       | De Vlieger Doll, Katana, De Boeck, Selymes Scifo, Zetterberg, Baseggio, Goor Årst, Stoica (82' Peiremans)                                    |              |
| 7 maart 1998 Daknamstadion Lokeren                        | KSC Lokeren                                             | 2-1                 | RSC Anderlecht                   | De Vlieger Doll, Katana (62' Dheedene), De Boeck, Selymes Peiremans, Scifo, Zetterberg, Baseggio Petersen, Goor                              |              |
| 7 maart 1998 Daknamstadion Lokeren                        | 56' Van Geneugden 90' Snoeckx                           | 1-0 1-1 2-1         | 68' Goor                         | De Vlieger Doll, Katana (62' Dheedene), De Boeck, Selymes Peiremans, Scifo, Zetterberg, Baseggio Petersen, Goor                              |              |
| 14 maart 1998 Constant Vanden Stockstadion Anderlecht     | RSC Anderlecht                                          | 4-0                 | Germinal Ekeren                  | Milojević Stassin, De Boeck, Dheedene, Selymes (72' Katana) Scifo, Zetterberg, Baseggio (65' Doll), Goor Årst, Stoica (80' Petersen)         |              |
| 14 maart 1998 Constant Vanden Stockstadion Anderlecht     | 13' Stoica 25' Årst 28' Scifo 67' Dheedene              | 1-0 2-0 3-0 4-0     |                                  | Milojević Stassin, De Boeck, Dheedene, Selymes (72' Katana) Scifo, Zetterberg, Baseggio (65' Doll), Goor Årst, Stoica (80' Petersen)         |              |
| 21 maart 1998 Jules Ottenstadion Gent                     | AA Gent                                                 | 1-1                 | RSC Anderlecht                   | Milojević Stassin, De Boeck, Dheedene, Selymes Stoica (86' Katana), Scifo (64' Oliseh), Zetterberg, Baseggio Årst (89' Van De Paar), Goor    |              |
| 21 maart 1998 Jules Ottenstadion Gent                     | 90' Herpoel                                             | 0-1 1-1             | 70' Årst                         | Milojević Stassin, De Boeck, Dheedene, Selymes Stoica (86' Katana), Scifo (64' Oliseh), Zetterberg, Baseggio Årst (89' Van De Paar), Goor    |              |
| 4 april 1998 Pierre Cornelisstadion Aalst                 | Eendracht Aalst                                         | 2-3                 | RSC Anderlecht                   | De Vlieger Stassin, De Boeck, Dheedene (38' Katana), Selymes Taument, Scifo, Zetterberg, Baseggio Årst, Goor                                 |              |
| 4 april 1998 Pierre Cornelisstadion Aalst                 | 44' Meyssen 57' Lässen                                  | 1-0 1-1 1-2 2-2 2-3 | 45' Goor 48' Årst 75' Zetterberg | De Vlieger Stassin, De Boeck, Dheedene (38' Katana), Selymes Taument, Scifo, Zetterberg, Baseggio Årst, Goor                                 |              |
| 10 april 1998 Constant Vanden Stockstadion Anderlecht     | RSC Anderlecht                                          | 2-0                 | Lommel SK                        | De Wilde Stassin (57' Katana), De Boeck, Dheedene (69' Johnson), Selymes Baseggio, Scifo, Zetterberg, Goor Taument (88' Stoica), Årst        |              |
| 10 april 1998 Constant Vanden Stockstadion Anderlecht     | 22' Goor 73' Goor                                       | 1-0 2-0             |                                  | De Wilde Stassin (57' Katana), De Boeck, Dheedene (69' Johnson), Selymes Baseggio, Scifo, Zetterberg, Goor Taument (88' Stoica), Årst        |              |
| 18 april 1998 Stayen Sint-Truiden                         | Sint-Truiden VV                                         | 1-1                 | RSC Anderlecht                   | De Wilde Stassin, De Boeck, Dheedene (46' Johnson), Selymes (62' Stoica) Scifo, Zetterberg, Baseggio, Goor Taument (89' Katana), Årst        | 88' De Boeck |
| 18 april 1998 Stayen Sint-Truiden                         | 39' Nijs                                                | 1-0 1-1             | 63' Stassin                      | De Wilde Stassin, De Boeck, Dheedene (46' Johnson), Selymes (62' Stoica) Scifo, Zetterberg, Baseggio, Goor Taument (89' Katana), Årst        | 88' De Boeck |
| 26 april 1998 Constant Vanden Stockstadion Anderlecht     | RSC Anderlecht                                          | 0-1                 | Club Brugge                      | De Wilde Peiremans (46' Grujić), Katana, De Boeck, Dheedene Taument (70' Petersen), Scifo, Zetterberg, Baseggio (46' Stoica) Årst, Goor      |              |
| 26 april 1998 Constant Vanden Stockstadion Anderlecht     |                                                         | 0-1                 | 67' Vermant                      | De Wilde Peiremans (46' Grujić), Katana, De Boeck, Dheedene Taument (70' Petersen), Scifo, Zetterberg, Baseggio (46' Stoica) Årst, Goor      |              |
| 29 april 1998 't Kuipje Westerlo                          | KVC Westerlo                                            | 2-2                 | RSC Anderlecht                   | De Wilde Grujić, De Boeck, Johnson, Dheedene Scifo, Zetterberg, Baseggio, Goor Petersen, Stoica                                              | 87' Johnson  |
| 29 april 1998 't Kuipje Westerlo                          | 6' Thans 88' Burg                                       | 1-0 1-1 1-2 2-2     | 48' Årst 82' Årst                | De Wilde Grujić, De Boeck, Johnson, Dheedene Scifo, Zetterberg, Baseggio, Goor Petersen, Stoica                                              | 87' Johnson  |
| 3 mei 1998 Constant Vanden Stockstadion Anderlecht        | RSC Anderlecht                                          | 1-0                 | KRC Harelbeke                    | De Wilde Katana, De Boeck, Grujić, Selymes (57' Taument) Scifo, Stassin, Zetterberg, Goor Petersen (86' Stoica), Årst (73' Peiremans)        |              |
| 3 mei 1998 Constant Vanden Stockstadion Anderlecht        | 66' Pastoor (own)                                       | 1-0                 |                                  | De Wilde Katana, De Boeck, Grujić, Selymes (57' Taument) Scifo, Stassin, Zetterberg, Goor Petersen (86' Stoica), Årst (73' Peiremans)        |              |
| 10 mei 1998 Freethiel Beveren                             | SK Beveren                                              | 0-1                 | RSC Anderlecht                   | De Wilde Katana, Grujić (76' Stoica), De Boeck, Johnson, Selymes Stassin (72' Taument), Zetterberg, Baseggio (72' Peiremans) Petersen, Årst  |              |
| 10 mei 1998 Freethiel Beveren                             |                                                         | 0-1                 | 90' Taument                      | De Wilde Katana, Grujić (76' Stoica), De Boeck, Johnson, Selymes Stassin (72' Taument), Zetterberg, Baseggio (72' Peiremans) Petersen, Årst  |              |

### Overzicht
| Speeldag  | 1 | 2 | 3 | 4 | 5 | 6 | 7 | 8 | 9  | 10 | 11 | 12 | 13 | 14 | 15 | 16 | 17 | 18 | 19 | 20 | 21 | 22 | 23 | 24 | 25 | 26 | 27 | 28 | 29 | 30 | 31 | 32 | 33 | 34 |
| --------- | - | - | - | - | - | - | - | - | -- | -- | -- | -- | -- | -- | -- | -- | -- | -- | -- | -- | -- | -- | -- | -- | -- | -- | -- | -- | -- | -- | -- | -- | -- | -- |
| Resultaat | v | w | v | w | v | v | w | v | g  | w  | g  | w  | v  | w  | w  | g  | w  | g  | g  | w  | v  | w  | g  | w  | v  | w  | g  | w  | w  | g  | v  | g  | w  | w  |
| Punten    | 0 | 3 | 3 | 6 | 6 | 6 | 9 | 9 | 10 | 13 | 14 | 17 | 17 | 20 | 23 | 24 | 27 | 28 | 29 | 32 | 32 | 35 | 36 | 39 | 39 | 42 | 43 | 46 | 49 | 50 | 50 | 51 | 54 | 57 |

### Klassement
|         |    |                 | P  | W  | G  | V  | +  | -  | DS  | Ptn |
| ------- | -- | --------------- | -- | -- | -- | -- | -- | -- | --- | --- |
| K (CL)  | 1  | Club Brugge     | 34 | 26 | 6  | 2  | 78 | 29 | 49  | 84  |
| (beker) | 2  | Genk            | 34 | 20 | 6  | 8  | 65 | 40 | 25  | 66  |
| (UEFA)  | 3  | Germinal Ekeren | 34 | 17 | 7  | 10 | 60 | 48 | 12  | 58  |
| (UEFA)  | 4  | Anderlecht      | 34 | 16 | 9  | 9  | 53 | 37 | 16  | 57  |
|         | 5  | KRC Harelbeke   | 34 | 15 | 10 | 9  | 50 | 31 | 19  | 55  |
|         | 6  | KSC Lokeren     | 34 | 16 | 4  | 14 | 68 | 68 | 0   | 52  |
|         | 7  | Lierse          | 34 | 14 | 8  | 12 | 54 | 45 | 9   | 50  |
|         | 8  | AA Gent         | 34 | 11 | 14 | 9  | 50 | 44 | 6   | 47  |
|         | 9  | Standard        | 34 | 11 | 10 | 13 | 53 | 50 | 3   | 43  |
|         | 10 | Moeskroen       | 34 | 11 | 8  | 15 | 39 | 45 | −6  | 41  |
|         | 11 | Lommel          | 34 | 10 | 11 | 13 | 46 | 50 | −4  | 41  |
|         | 12 | Westerlo        | 34 | 9  | 14 | 11 | 52 | 56 | −4  | 41  |
|         | 13 | Charleroi       | 34 | 9  | 12 | 13 | 46 | 57 | −11 | 39  |
|         | 14 | Sint-Truiden    | 34 | 8  | 13 | 13 | 32 | 45 | −13 | 37  |
|         | 15 | Eendracht Aalst | 34 | 9  | 9  | 16 | 51 | 66 | −15 | 36  |
|         | 16 | Beveren         | 34 | 7  | 11 | 16 | 30 | 48 | −18 | 32  |
| D       | 17 | RWDM            | 34 | 8  | 7  | 19 | 39 | 74 | −35 | 31  |
| D       | 18 | Antwerp         | 34 | 6  | 7  | 21 | 38 | 71 | −33 | 25  |

P: wedstrijden gespeeld, W: wedstrijden gewonnen, G: gelijke spelen, V: wedstrijden verloren, +: gescoorde doelpunten, -: doelpunten tegen, DS: doelsaldo, Ptn: totaal punten
K: kampioen, D: degradeert, (beker): bekerwinnaar, (CL): geplaatst voor Champions League, (UEFA): geplaatst voor UEFA-beker

## Europees
RSC Anderlecht moest in 1997/98 aantreden in de UEFA Cup. Anderlecht was reeds uitgeschakeld toen Arie Haan het roer overnam. In alle Europese wedstrijden werd Anderlecht dus geleid door René Vandereycken. Anderlecht haalde de 1/16 finale, waarin het werd uitgeschakeld door de Duitse titelverdediger Schalke 04.

### Wedstrijden
| UEFA Cup                                                  |                                                         |                             |                                    | |              |
| Wedstrijddetails                                          | Thuisploeg                                              | Uitslag                     | Uitploeg                           | Opstelling | Rode kaarten |
| Tweede voorronde                                          |                                                         |                             |                                    | |              |
| 12 augustus 1997 Constant Vanden Stockstadion Anderlecht  | RSC Anderlecht                                          | 2-0                         | Vorskla Poltava                    | Milojević Johnson (23' De Boeck), Katana, Grujić Oliseh, Scifo, Zetterberg, Dheedene Petersen, Iachtchouk (82' Stoica), Goor (69' Selymes) |              |
| 12 augustus 1997 Constant Vanden Stockstadion Anderlecht  | 18' Petersen 90' Stoica                                 | 1-0 2-0                     |                                    | Milojević Johnson (23' De Boeck), Katana, Grujić Oliseh, Scifo, Zetterberg, Dheedene Petersen, Iachtchouk (82' Stoica), Goor (69' Selymes) |              |
| 26 augustus 1997 Constant Vanden Stockstadion Anderlecht  | Vorskla Poltava                                         | 0-2                         | RSC Anderlecht                     | Milojević De Boeck, Peiremans, Johnson, Grujić, Selymes Scifo, Zetterberg (76' Stoica), Dheedene (89' Stassin), Goor Iachtchouk (85' Doll) | 82' De Boeck |
| 26 augustus 1997 Constant Vanden Stockstadion Anderlecht  |                                                         | 0-1 0-2                     | 31' Zetterberg 43' Scifo           | Milojević De Boeck, Peiremans, Johnson, Grujić, Selymes Scifo, Zetterberg (76' Stoica), Dheedene (89' Stassin), Goor Iachtchouk (85' Doll) | 82' De Boeck |
| 1/32 finale                                               |                                                         |                             |                                    | |              |
| 16 september 1997 Casino Stadium Salzburg                 | Wüstenrot Salzburg                                      | 4-3                         | RSC Anderlecht                     | Milojević Stassin, Doll, Grujić (53' Petersen), Johnson, Selymes (46' Goor) Peiremans, Scifo, Zetterberg, Dheedene Iachtchouk (68' Stoica) |              |
| 16 september 1997 Casino Stadium Salzburg                 | 19' Klausz 52' Glieder 53' Klausz 65' Glieder           | 0-1 1-1 2-1 3-1 3-2 4-2 4-3 | 24' Iachtchouk 60' Goor 78' Stoica | Milojević Stassin, Doll, Grujić (53' Petersen), Johnson, Selymes (46' Goor) Peiremans, Scifo, Zetterberg, Dheedene Iachtchouk (68' Stoica) |              |
| 30 september 1997 Constant Vanden Stockstadion Anderlecht | RSC Anderlecht                                          | 4-2                         | Wüstenrot Salzburg                 | Milojević Katana, Scifo, Johnson (46' Stoica), Doll De Boeck, Zetterberg, Peiremans Petersen (84' Stassin), Iachtchouk, Goor               |              |
| 30 september 1997 Constant Vanden Stockstadion Anderlecht | 47' Peiremans 60' Iachtchouk 66' Dheedene 68' Peiremans | 0-1 0-2 1-2 2-2 3-2 4-2     | 6' Glieder 35' Ivanauskas          | Milojević Katana, Scifo, Johnson (46' Stoica), Doll De Boeck, Zetterberg, Peiremans Petersen (84' Stassin), Iachtchouk, Goor               |              |
| 1/16 finale                                               |                                                         |                             |                                    | |              |
| 21 oktober 1997 Parkstadion Gelsenkirchen                 | Schalke 04                                              | 1-0                         | RSC Anderlecht                     | Milojević Katana, Johnson, Doll, Selymes Peiremans, Zetterberg, Dheedene, Goor Iachtchouk (86' Stoica), Debbah                             |              |
| 21 oktober 1997 Parkstadion Gelsenkirchen                 | 17' Thon                                                | 1-0                         |                                    | Milojević Katana, Johnson, Doll, Selymes Peiremans, Zetterberg, Dheedene, Goor Iachtchouk (86' Stoica), Debbah                             |              |
| 5 november 1997 Constant Vanden Stockstadion Anderlecht   | RSC Anderlecht                                          | 1-2                         | Schalke 04                         | De Vlieger Katana, Peiremans, Grujić, Doll, Dheedene Petersen (38' Iachtchouk), Scifo, De Boeck (70' Stoica), Zetterberg Debbah (53' Goor) |              |
| 5 november 1997 Constant Vanden Stockstadion Anderlecht   | 20' De Boeck                                            | 1-0 1-1 1-2                 | 60' Van Hoogdalem 65' Wilmots      | De Vlieger Katana, Peiremans, Grujić, Doll, Dheedene Petersen (38' Iachtchouk), Scifo, De Boeck (70' Stoica), Zetterberg Debbah (53' Goor) |              |

## Beker van België
RSC Anderlecht kwam in de Beker van België uit tegen KVC Westerlo en Sint-Truiden VV. Anderlecht sneuvelde onder Vandereycken in de 1/8 finale.

### Wedstrijden
| Beker van België                                        |                         |             |                | |              |
| Wedstrijddetails                                        | Thuisploeg              | Uitslag     | Uitploeg       | Opstelling | Rode kaarten |
| 1/16 finale                                             |                         |             |                | |              |
| 15 oktober 1997 Constant Vanden Stockstadion Anderlecht | RSC Anderlecht          | 2-1         | KVC Westerlo   | Milojević Oliseh, Scifo (46' Stassin), Doll, Selymes Debbah (69' Iachtchouk), Peiremans, Zetterberg, Dheedene Stoica, Goor |              |
| 15 oktober 1997 Constant Vanden Stockstadion Anderlecht | 50' Goor 76' Selymes    | 0-1 1-1 2-1 | 25' Janssen    | Milojević Oliseh, Scifo (46' Stassin), Doll, Selymes Debbah (69' Iachtchouk), Peiremans, Zetterberg, Dheedene Stoica, Goor |              |
| 1/8 finale                                              |                         |             |                | |              |
| 13 januari 1998 Stayen Sint-Truiden                     | Sint-Truiden VV         | 2-1         | RSC Anderlecht | De Vlieger Grujić, Katana, Doll, Selymes Stassin, Scifo, De Boeck (70' Årst), Goor Petersen (70' Iachtchouk), Stoica       |              |
| 13 januari 1998 Stayen Sint-Truiden                     | 34' Rudonja 74' Rudonja | 1-0 1-1 2-1 | 73' Scifo      | De Vlieger Grujić, Katana, Doll, Selymes Stassin, Scifo, De Boeck (70' Årst), Goor Petersen (70' Iachtchouk), Stoica       |              |

## Statistieken
| Nr. | Naam               | Eerste klasse | Eerste klasse | Beker van België | Beker van België | UEFA Cup | UEFA Cup | Totaal | Totaal |
| Nr. | Naam               | Wed.          | Goals         | Wed.             | Goals            | Wed.     | Goals    | Wed.   | Goals  |
| --- | ------------------ | ------------- | ------------- | ---------------- | ---------------- | -------- | -------- | ------ | ------ |
| 1.  | Geert De Vlieger   | 17            | 0             | 1                | 0                | 1        | 0        | 19     | 0      |
| 2.  | Tibor Selymes      | 23            | 1             | 2                | 1                | 4        | 0        | 29     | 2      |
| 3.  | Alin Stoica        | 32            | 3             | 2                | 0                | 6        | 2        | 40     | 5      |
| 4.  | Enzo Scifo         | 30            | 4             | 2                | 1                | 5        | 1        | 37     | 6      |
| 5.  | Spira Grujić       | 16            | 0             | 1                | 0                | 4        | 0        | 21     | 0      |
| 6.  | Frédéric Peiremans | 21            | 0             | 1                | 0                | 5        | 2        | 27     | 2      |
| 7.  | Bart Goor          | 32            | 8             | 2                | 1                | 6        | 1        | 40     | 10     |
| 8.  | Florian Urban      | 2             | 0             | 0                | 0                | 0        | 0        | 2      | 0      |
| 8.  | Ole Martin Årst    | 18            | 10            | 1                | 0                | 0        | 0        | 19     | 10     |
| 9.  | Didier Dheedene    | 28            | 4             | 1                | 0                | 6        | 1        | 35     | 5      |
| 10. | Pär Zetterberg     | 25            | 7             | 1                | 0                | 6        | 1        | 32     | 8      |
| 11. | Dan Petersen       | 19            | 1             | 1                | 0                | 4        | 1        | 24     | 2      |
| 12. | Olivier Doll       | 21            | 1             | 2                | 0                | 5        | 0        | 28     | 1      |
| 14. | Samuel Johnson     | 14            | 0             | 0                | 0                | 5        | 0        | 19     | 0      |
| 15. | James Debbah       | 7             | 2             | 1                | 0                | 2        | 0        | 10     | 2      |
| 15. | Gaston Taument     | 7             | 1             | 0                | 0                | 0        | 0        | 7      | 1      |
| 16. | Glen De Boeck      | 30            | 4             | 1                | 0                | 4        | 1        | 35     | 5      |
| 17. | Stéphane Stassin   | 20            | 1             | 2                | 0                | 3        | 0        | 25     | 1      |
| 18. | Suad Katana        | 24            | 1             | 1                | 0                | 4        | 0        | 29     | 1      |
| 19. | Azubike Oliseh     | 11            | 1             | 1                | 0                | 1        | 0        | 13     | 1      |
| 20. | James Obiorah      | 0             | 0             | 0                | 0                | 0        | 0        | 0      | 0      |
| 21. | Filip De Wilde     | 6             | 0             | 0                | 0                | 0        | 0        | 6      | 0      |
| 22. | Oleg Iachtchouk    | 12            | 3             | 2                | 0                | 6        | 2        | 20     | 5      |
| 23. | Zvonko Milojević   | 11            | 0             | 1                | 0                | 5        | 0        | 17     | 0      |
| 24. | Stéphane Queeckers | 0             | 0             | 0                | 0                | 0        | 0        | 0      | 0      |
| 25. | Wim De Coninck     | 0             | 0             | 0                | 0                | 0        | 0        | 0      | 0      |
| 28. | Walter Baseggio    | 21            | 0             | 0                | 0                | 0        | 0        | 21     | 0      |
| 29. | Chris De Witte     | 0             | 0             | 0                | 0                | 0        | 0        | 0      | 0      |
| 30. | Kurt Van De Paar   | 6             | 0             | 0                | 0                | 0        | 0        | 6      | 0      |

## Individuele prijzen
- Profvoetballer van het Jaar - Pär Zetterberg
- Fair-Play - Pär Zetterberg

## Afbeeldingen

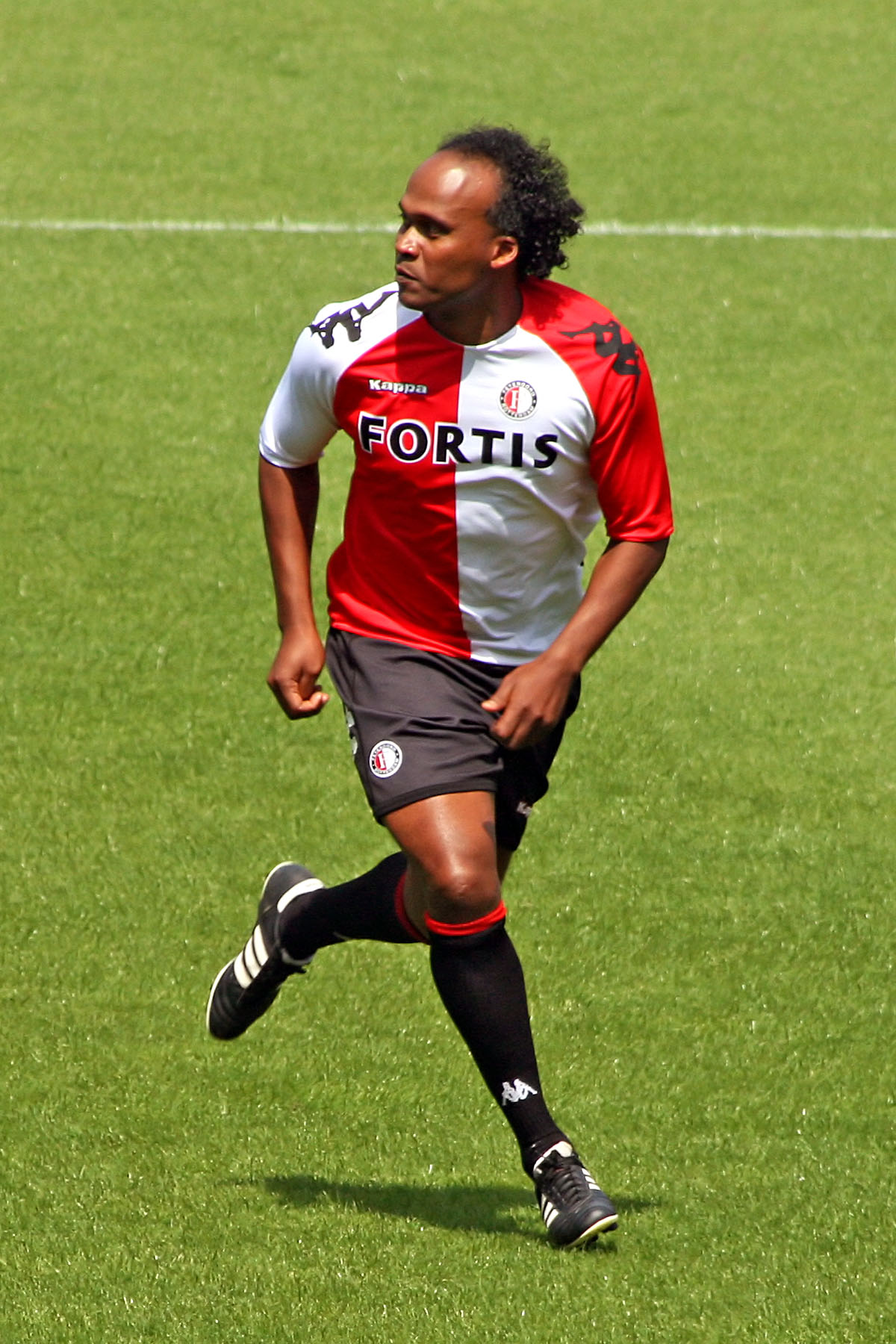
Gaston Taument (aanvaller)